# Saint-Paul-lès-Durance
Saint-Paul-lès-Durance é uma comuna francesa na região administrativa da Provença-Alpes-Costa Azul, no departamento de Bocas do Ródano. Estende-se por uma área de 45,81 km². Em 2010 a comuna tinha 1 548 habitantes (densidade: 33,8 hab./km²).